# ميجان تيري
ميجان تيري (بالإنجليزية: Megan Terry)‏ هي كاتِبة وكاتبة مسرحية أمريكية، ولدت في 7 يوليو 1932 في سياتل في الولايات المتحدة.

## روابط خارجية
- ميجان تيري على موقع IMDb (الإنجليزية)